# Stainton (South Yorkshire)
Stainton – wieś w Anglii, w hrabstwie ceremonialnym South Yorkshire, w dystrykcie metropolitalnym Doncaster. Leży 21 km na wschód od miasta Sheffield i 226 km na północ od Londynu.